# Hexeracto
| Hexeract (hipercubo-6)                           | Hexeract (hipercubo-6) |
| ------------------------------------------------ | ---------------------- |
| Proyección ortogonal sobre un Polígono de Petrie |                        |
| Tipo                                             | Regular                |
| Familia                                          | hipercubos             |

En geometría de sexta dimensión, un hexeracto es el nombre de un miembro de la familia de los hipercubos, con 64 vértices, 192 aristas, 240 cuadrados, 160 cubos, 60 teseractos, así como 12 penteractos.
Su nombre es el resultado de combinar el nombre de teseracto o hipercubo con el prefijo hexe-, que se deriva del griego y significa seis (en este caso seis dimensiones).
Es parte de una familia infinita de figuras n-dimensionales conocida como hipercubos.
- Datos: Q2527813
- Multimedia: 6-cube / Q2527813